# René Amengual Astaburuaga

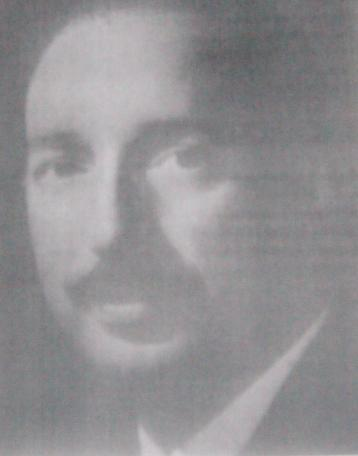
René Amengual Astaburuaga

René Amengual Astaburuaga (* 2. September 1911 in Santiago de Chile; † 2. August 1954 ebenda) war ein chilenischer Komponist.

## Leben
Amengual studierte am Konservatorium von Santiago unter Pedro Umberto Allende Sarón. Er wurde 1935 Lehrer und 1947 Direktor des Konservatoriums.
Neben neoklassizistischen Orchesterwerken komponierte er ein Klavierkonzert, ein Harfenkonzert, zwei Streichquartette, Klavierstücke sowie Motetten und Madrigale.